# Niederösterreichisches Volksliedarchiv
Das Niederösterreichische Volksliedarchiv in St. Pölten ist ein wissenschaftliches Archiv mit Dokumenten zur Volkskultur des Landes Niederösterreich und das älteste und umfangreichste seiner Art in Österreich.

## Entstehung
Das Archiv entstand 1905 als niederösterreichischer Arbeitsausschuss des Projekts  Das Volkslied in Österreich, es ist das älteste und umfangreichste seiner Art in Österreich. Gegründet wurde das Archiv vom Sammler und Forscher Raimund Zoder (1882–1963). Er baute eine Sammlung aus Liedern, Instrumentalstücken, Tänzen, Märchen, Sagen und Volksschauspielen auf. 1938 geschlossen, wurde es von Zoder 1949 wiedereröffnet. 1993 trennte sich das Niederösterreichische Volksliedwerk vom Wiener und Österreichischen Volksliedwerk. Seit Oktober 1999 wird es NÖ Volksliedarchiv genannt, es ist nun in den Räumen der niederösterreichischen Landesbibliothek in St. Pölten untergebracht. Das Volksliedarchiv wird von der Volkskultur Niederösterreich verwaltet.

## Aufgaben und Bestände
Die laufende Tätigkeit umfasst die Betreuung der Bestände des NÖ Volksliedarchivs, bestehend aus Fachbibliothek, Handschriftensammlung, Nachlässen, Flugblattsammlung, Zeitschriften, Zeitungsausschnitten, Bild- und Tondokumenten. Die Führung des Archivs beinhaltet neben Erwerbung samt Schriftentausch auch die EDV-Erfassung der Bestände mittels Datenbank. 
- 30.000 Lieder (handschriftlich)
- 30.000 Instrumentalstücke
- 1.000 Volkstanzaufzeichnungen
- 8.500 Fotografien
- 9.000 Bücher und Zeitschriften zu den Themen Lied, Musik, Tanz, Brauchtum
- 4.000 Tonträger und Feldforschungsaufnahmen